# Toyota Kijang
Toyota Kijang – samochód osobowy produkowany przez firmę japońską firmę Toyota od roku 1977 z przeznaczeniem na rynek indonezyjski i brunejski, dodatkowo sprzedawany pod nazwami: Unser w Malezji, Zace na Tajwanie, Qualis i Innova w Indiach, Nepalu i Filipinach oraz jako Stallion i Condor w Południowej Afryce. Dostępny jako 2-drzwiowy pick-up oraz 4-drzwiowy minivan. Od 2015 roku produkowana jest szósta generacja modelu.

## Dane techniczne ('09 R4 2.0)

### Silnik
- R4 2,0 l (1998 cm³), 2 zawory na cylinder, OHV
- Układ zasilania: wtrysk EFi
- Średnica cylindra × skok tłoka: 86,00 mm × 86,00 mm
- Stopień sprężania: b/d
- Moc maksymalna: 136 KM (100 kW) przy 5600 obr./min
- Maksymalny moment obrotowy: 182 N•m przy 4000 obr./min

## Galeria

2. generacja
3. generacja
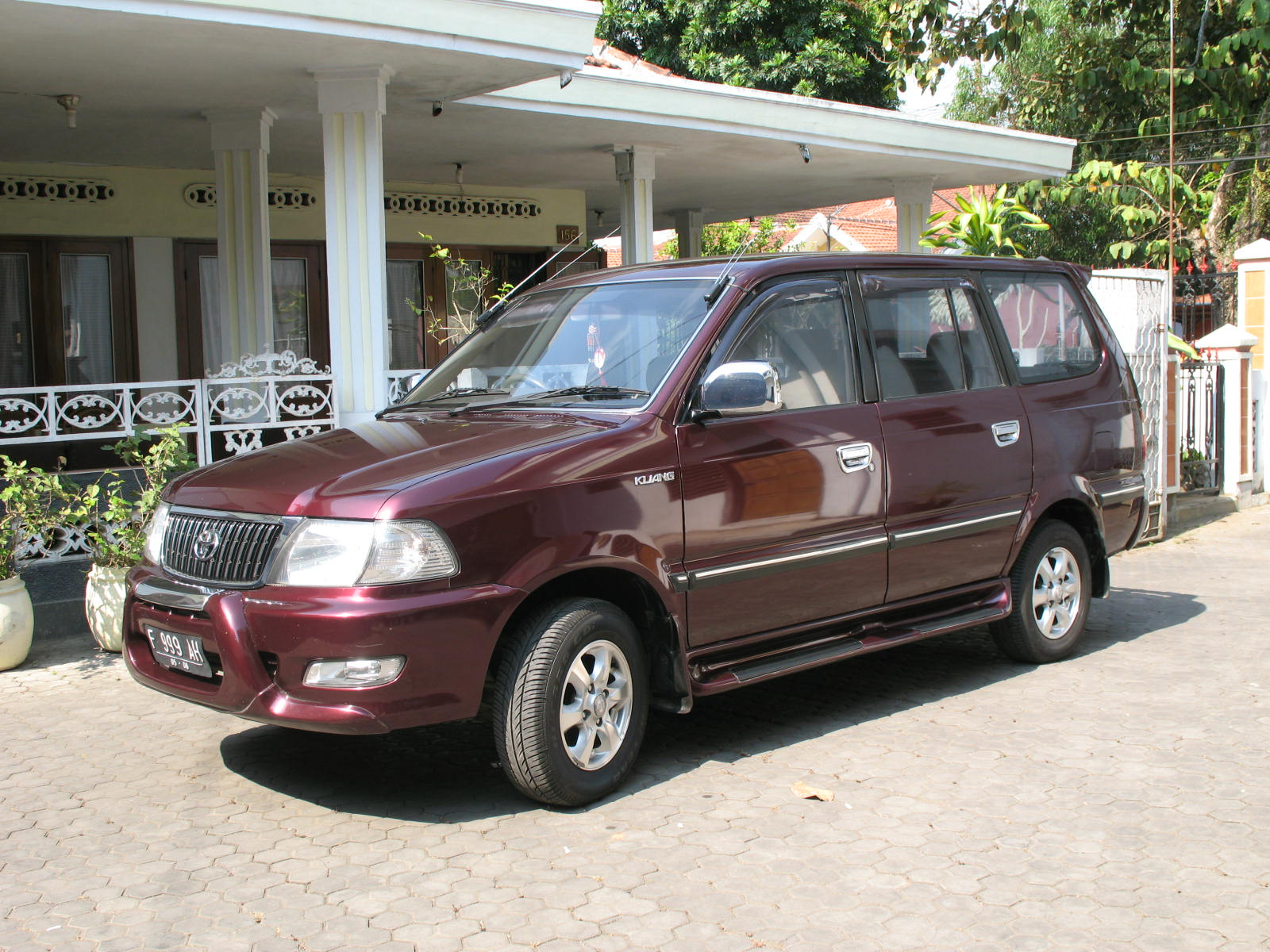
4. generacja
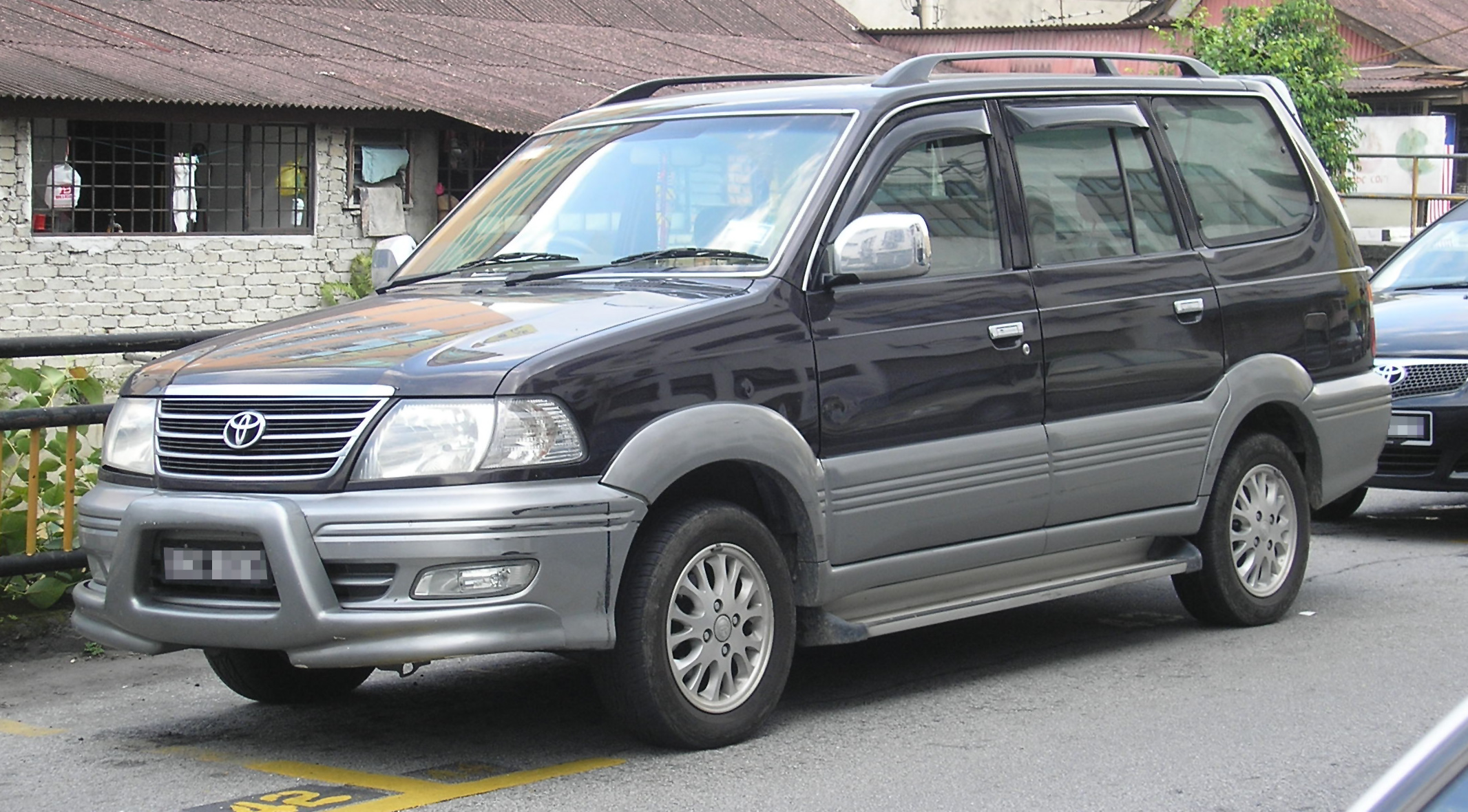
Toyota Unser